# Nationalpark-Seminarhaus Langeneß

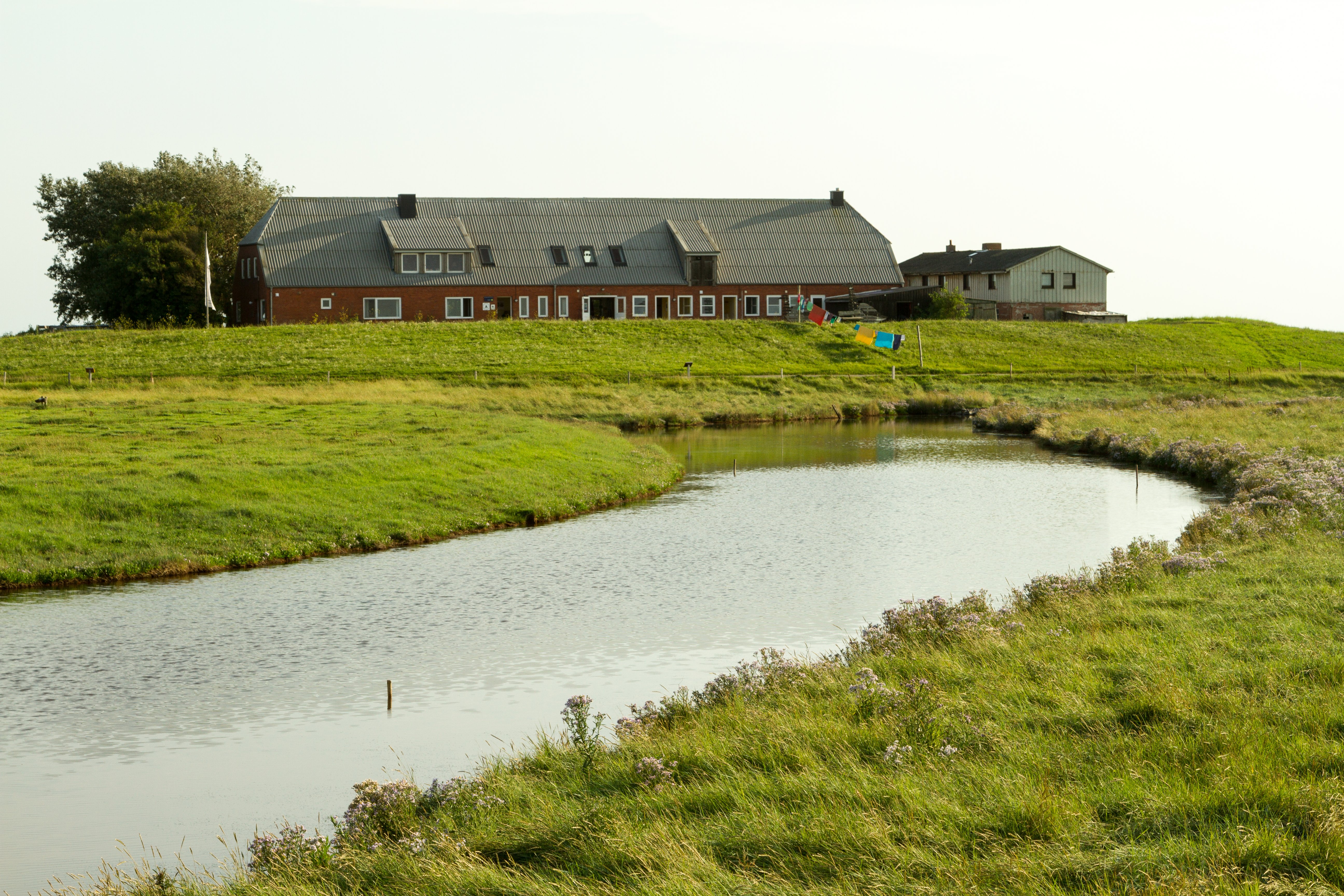
Das Nationalpark-Seminarhaus der Schutzstation Wattenmeer auf Hallig Langeneß

Das Nationalpark-Seminarhaus Langeneß oder Wattenmeerhaus Langeneß ist eine Gruppenunterkunft auf der Hallig Langeneß im Biosphärenreservat Schleswig-Holsteinisches Wattenmeer und Halligen. Die Naturschutzgesellschaft Schutzstation Wattenmeer erwarb das Hauptgebäude auf der Peterswarf Mitte der 1980er Jahre und richtete dort das heutige Nationalpark-Seminarhaus ein. Das Nationalpark-Seminarhaus Langeneß ist als Bildungsstätte im Rahmen der UN-Dekade für Bildung für nachhaltige Entwicklung (BNE) zertifiziert und Partner des Europäischen Tier- und Naturschutz e. V.

## Geschichte
Ursprünglich befanden sich zwei Höfe auf der Warft. Neben dem Gebäude, in dem sich das heutige Gruppenhaus befindet, existierte ein weiteres Gebäude, das in den 60er Jahren abgetragen wurde und heute im Schleswig-Holsteinischen Freilichtmuseum bei Kiel steht. Von diesem Gebäude existiert heute noch der Stallbereich, an den ein Wohnpart angebaut wurde.
Das Nationalpark-Seminarhaus Langeneß der Schutzstation Wattenmeer ist ein ehemaliger Hallighof, in dem Seminar-, Gruppen und Schlafräume sowie eine Wohnung für die Mitarbeiter eingebaut wurden. 2006/2007 wurden der Informationsraum auf Rixwarf und die Ausstellung im Nationalpark-Seminarhaus neu gestaltet. 2009 folgte ein Umbau der Mitarbeiterräume, wobei eine Solar-Thermie-Anlage für das ganze Haus installiert wurde.

## Das Nationalpark-Seminarhaus Langeneß

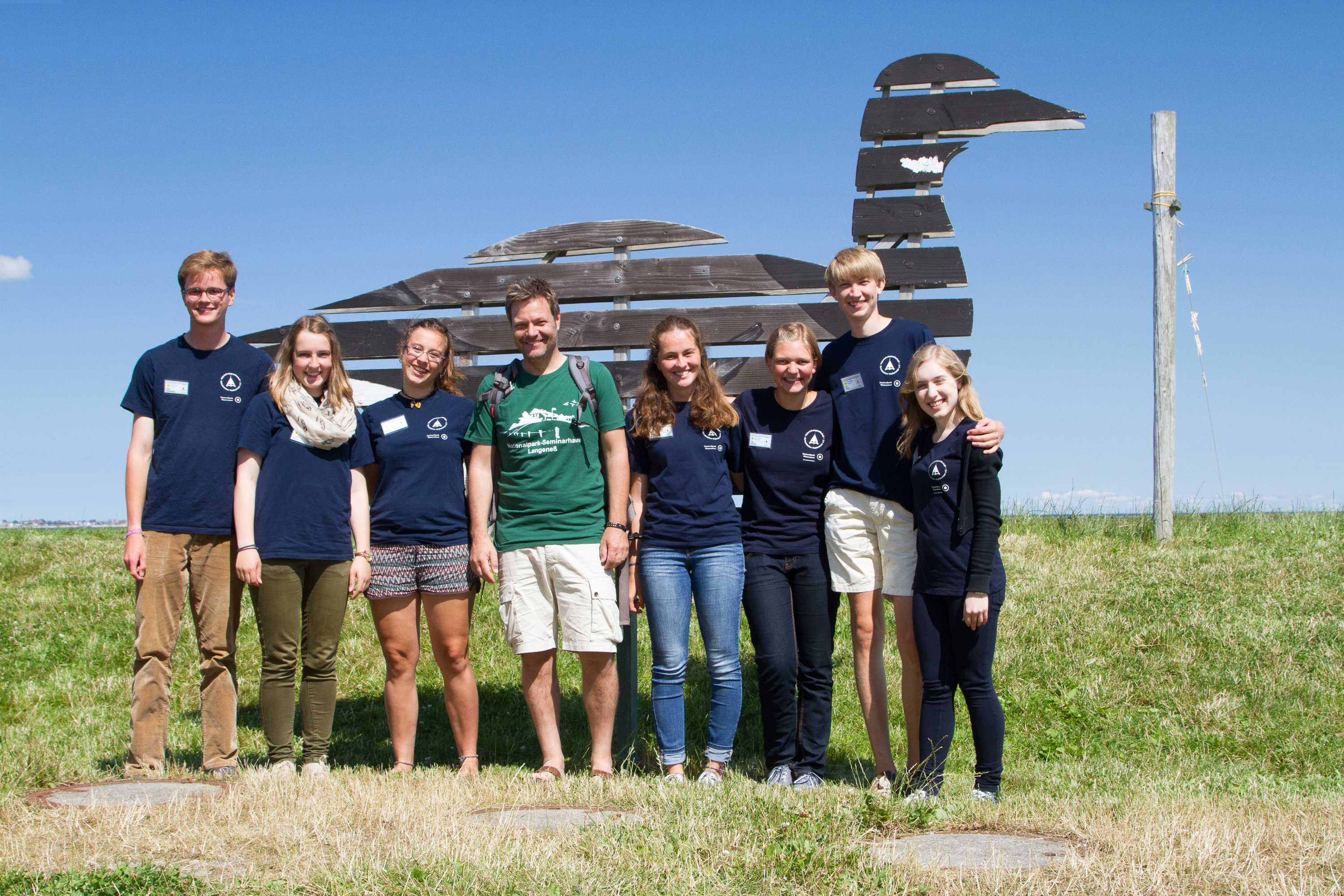
Umweltminister Robert Habeck besucht das Team des Nationalpark-Seminarhauses auf der Hallig Langeneß

Seit Einrichtung des Nationalpark-Seminarhauses wird das Haus von vier Mitarbeitern der Schutzstation Wattenmeer und des WWF betreut (FÖJ und Bundesfreiwilligendienst (BFD)). Das „Hausteam“ bietet öffentliche Wattexkursionen und Dia-Vorträge an. Außerdem ist es im Auftrag des Nationalparkamtes zuständig für die naturschutzfachliche Monitoring-Aufgaben auf der Hallig (Spülsaum-Monitoring, Vogelzählungen, Brutvogelkartierungen, Wattkartierungen, Registrierung von toten Meeressäugern etc.). Das Haus steht fast ganzjährig für Seminare, Klassenfahrten, Kurs- und Stufenfahrten, Seminare und Workshops von Vereinen, Organisationen, Universitäten u. a. zur Verfügung.

## Wissenschaftliche Arbeit
Auf einer an das Haus angrenzenden Fenne (Halligweide) führt der WWF ein Langzeit-Beweidungsprojekt durch. Verglichen wird Bewirtschaftung mit Rindern auf extensiv und intensiv genutzten Flächen mit Salzwiesenvegetation.
Studentinnen der Universität Hamburg untersuchen seit 2007 die Austernfischer-Population an der Südspitze der Hallig.
Das Geographische Institut der Universität Göttingen führt auf Langeneß und weiteren Halligen Untersuchungen zu Sedimentation nach Landunter durch. Durch statistische Verfahren können Prognosen zum „Wachsen“ der Halligen und die Entwicklung bei steigendem Meeresspiegel gemacht werden.